# Хокке, Анника
Анника Мария Хокке (нем. Annika Hocke; род. 16 июля 2000, Берлин) — немецкая фигуристка, выступающая в парном катании с Робертом Кункелем. Они — бронзовые призёры чемпионата Европы (2023), победители этапа Гран-при Skate America (2023), бронзовые призёры этапа Гран-при Grand Prix de France (2022), победители турнира серии «Челленджер» Finlandia Trophy (2022).
Вместе с бывшим партнером Рубеном Бломмартом она является серебряным призером турниров серии «Челленджер» Ice Star (2017) и Bavarian Open (2018), Международного Кубка Ниццы (2018). Участники зимних Олимпийских играх 2018 года.
Хокке раньше выступала в женском одиночном катании, является бронзовым призёром чемпионата Германии 2017. Она заняла 11-е место на зимних юношеских Олимпийских играх 2016 года.

## Биография
Анника Хокке родилась 16 июля 2000 года в Берлине, детство провела в Целендорфе. Ее родители Сильвия Варнке и Ансгар Хокке работают журналистами.

## Карьера

### Одиночное катание
Хокке начала кататься на коньках в возрасте четырёх лет в 2005 году. Первым местом тренировок стал для неё ледовый каток в Вильмерсдорфе. В январе 2014 года она выиграла золото на детском уровне (до 13 лет) на чемпионате Германии. Тренировалась под руководством Мануэлы Махон.
В сезоне 2015/2016 Хокке выиграла юношеские медали на трех международных соревнованиях — серебро на Volvo Open Cup в Риге, золото на NRW Trophy в Дортмунде и золото на Santa Claus Cup в Будапеште. В январе 2016 года она выиграла серебряную медаль на юниорском уровне на чемпионате Германии. В феврале она представляла Германию на Зимних юношеских Олимпийских играх 2016. В женском одиночном катании Хокке заняла 15-е место в короткой программе, 10-е в произвольной и 11-е место по сумме. В турнире смешанных сборных она заменила Каори Сакамото, которая снялась из-за травмы. Анника заняла 6-е место женском катании, а ее команда заняла 8-е место

### Парное катание
В сентябре 2014 года Хокке встала в пару с Юрием Гнилозубовым. Они заняли четвертое место в юниорских парах на International Challenge Cup в феврале 2015 года.
Хокке и Рубен Бломмарт начали кататься вместе 9 февраля 2017. Год спустя, в феврале 2018 года, пара выступала на Олимпийских играх в Пхенчхане, заняв шестнадцатое место. На чемпионате мира в марте 2018 года они заняли тринадцатое место. Хокке и Бломмарт объявили о распаде пары после чемпионата мира 2019 года, где заняли четырнадцатое место.

### Сезон 2019/20
Анника Хокке объявила, что её новым партнёром стал Роберт Кункель. Несмотря на то, что Хокке ранее уже участвовала в Олимпийских играх, пара ещё могла участвовать в международных юношеских соревнованиях. Хокке и Кункель приняли участие в юниорском Гран-при, где они выиграли две бронзовые медали в Хорватии и Польше. Они вышли в Финал Гран-при среди юниоров, став единственными участниками в парном катании, которые не представляли Россию. Они заняли шестое место. На уровне взрослых Хокке / Кункель дебютировал на Warsaw Cup 2019, заняв шестое место, а затем выиграли серебряные медали на национальном чемпионате Германии и на Bavarian Open 2020. На чемпионате Европы 2020 года они заняли седьмое место.
Хокке / Кункель завершили сезон на чемпионате мира среди юниоров 2020 года, где заняли четвертое место и выиграли малую бронзу за третье место в произвольной программе. Однако после ошибки на вращении в произвольной программе они сместились вниз в таблице и не смогли завоевать общую медаль. Несмотря на это, Хокке отметила: «Наш первый и последний чемпионат мира среди юниоров был потрясающим!» Они должны были выступить на взрослом чемпионате мира в Монреале, но из-за пандемии коронавируса он был отменён.

### Сезон 2020/2021
В условиях продолжающейся пандемии, Хокке и Кункель начали сезон с Nebelhorn Trophy 2020 года, в котором участвовали только те спортсмены, кто тренировался в Европе. В короткой программе они заняли второе место, уступив соотечественникам Минерве Хазе и Нолану Зегерту. Однако их соперники снялись из-за травмы, но немцы уступили в произвольной программе итальянской команде Ребекке Гиларди и Филиппо Амброзини и завоевали серебряную медаль.
Хокке и Кункель должны были дебютировать во взрослой серии Гран-при на Internationaux de France 2020, но соревнование было отменено из-за пандемии. На чемпионате мира 2021 года в Стокгольме заняли 13-е место.

## Результаты

### Парное катание с Кункелем
| Международные                       | Международные | Международные | Международные | Международные | Международные | Международные |
| Соревнования                        | 19/20         | 20/21         | 21/22         | 22/23         | 23/24         | 24/25         |
| ----------------------------------- | ------------- | ------------- | ------------- | ------------- | ------------- | ------------- |
| Чемпионат мира                      | С             | 13            |               |               |               |               |
| Чемпионат Европы                    | 7             |               | 13            | 3             | 7             | 8             |
| Финал Гран-при                      |               |               |               | 5             | WD            |               |
| Этапы Гран-при. Cup of China        |               |               | С             |               | 2             |               |
| Этапы Гран-при. NHK Trophy          |               |               |               | WD            |               |               |
| Этапы Гран-при. Skate America       |               |               |               |               | 1             |               |
| Этапы Гран-при. Rostelecom Cup      |               |               | WD            |               |               |               |
| Этапы Гран-при. Италия              |               |               | WD            |               |               |               |
| Этапы Гран-при. Франция             |               | С             |               | 3             |               |               |
| Челленджер. Finlandia Trophy        |               |               | 11            | 1             |               |               |
| Челленджер. Золотой конёк           |               |               |               | WD            |               |               |
| Челленджер. Nebelhorn Trophy        |               | 2             | 4             | 3             |               |               |
| Челленджер. Warsaw Cup              | 6             |               |               |               |               |               |
| Челленджер. Lombardia Trophy        |               |               |               |               |               | 5             |
| Bavarian Open                       | 2             |               |               |               |               |               |
| Challenge Cup                       |               | 2             |               |               |               |               |
| NRW Trophy                          |               | 1             |               |               |               |               |
| Международные среди юниоров         |               |               |               |               |               |               |
| Чемпионат мира среди юниоров        | 4             |               |               |               |               |               |
| Финал юниорского Гран-при           | 6             |               |               |               |               |               |
| Этапы юниорского гран-при. Хорватия | 3             |               |               |               |               |               |
| Этапы юниорского гран-при. Польша   | 3             |               |               |               |               |               |
| Национальные                        |               |               |               |               |               |               |
| Чемпионат Германии                  | 2             | WD            |               | 1             |               |               |

### Парное катание с Бломмартом
| Международные                 | Международные | Международные |
| Соревнования                  | 17/18         | 18/19         |
| ----------------------------- | ------------- | ------------- |
| Олимпийские игры              | 16            |               |
| Чемпионаты мира               | 13            | 14            |
| Чемпионаты Европы             | 8             |               |
| Этапы Гран-при. Skate America |               | 7             |
| Этапы Гран-при. NHK Trophy    |               | WD            |
| Челленджер. Золотой конёк     |               | 6             |
| Челленджер. Ice Star          | 2             |               |
| Челленджер. Nebelhorn Trophy  | 5             |               |
| Челленджер. Warsaw Cup        | 4             |               |
| Bavarian Open                 |               | 2             |
| Challenge Cup                 |               | 3             |
| Cup of Nice                   | 2             |               |
| Национальные                  |               |               |
| Чемпионаты Германии           | 3             | 2             |